# 沙田賽馬會游泳池
沙田賽馬會游泳池（英語：Sha Tin Jockey Club Swimming Pool）位於香港新界沙田源禾路10號，1981年4月1日竣工，同月16日落成啟用，斥資2500萬港元興建，是沙田區三個公眾游泳池中最早落成的一個，由康樂及文化事務署管理。

## 設施

### 場內設施
- 主池（長60米、闊30米（10泳線）、水深
- 1.8米－1.95米）、1000座位觀眾席、計時板。
- 副池（長60米、闊29米（8泳線）、水深1.6米－1.8米）。
- 訓練池（長25米、6泳線、水深1.5米－1.6米）。
- 2個習泳池（水深0.9米－1.4米）。
- 跳水池（水深8.4米）。
- 兒童池（水深0.9米）。

### 場外設施
設有1個圓形幼童池（水深0.3米），於每年6月至8月期日間開放數小時，並有救生員當值，毋須收費，但不能使用場內設施，包括更衣室。
設有單車停泊位

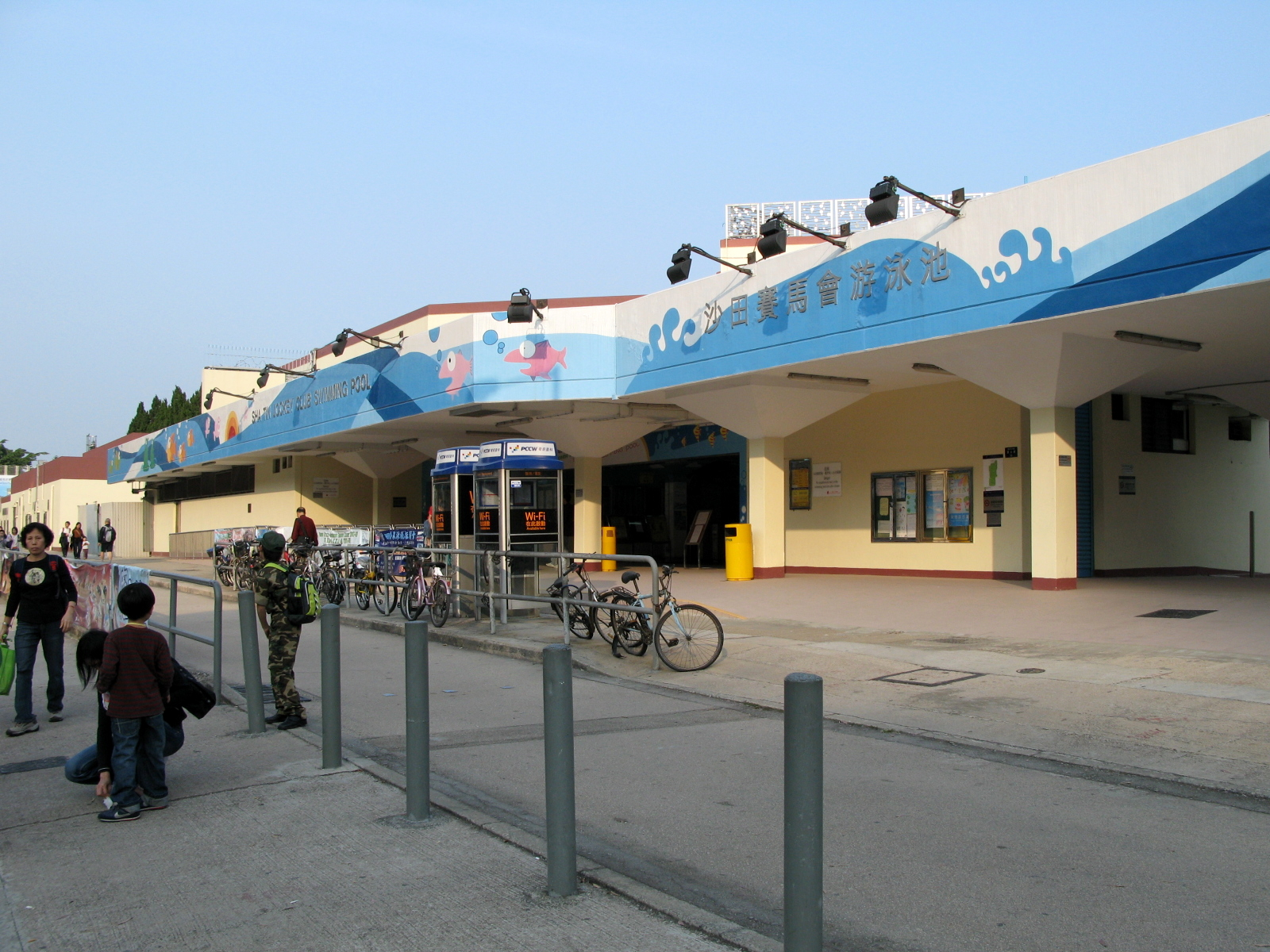
遠攝沙田賽馬會游泳池沙田賽馬會游泳池入口
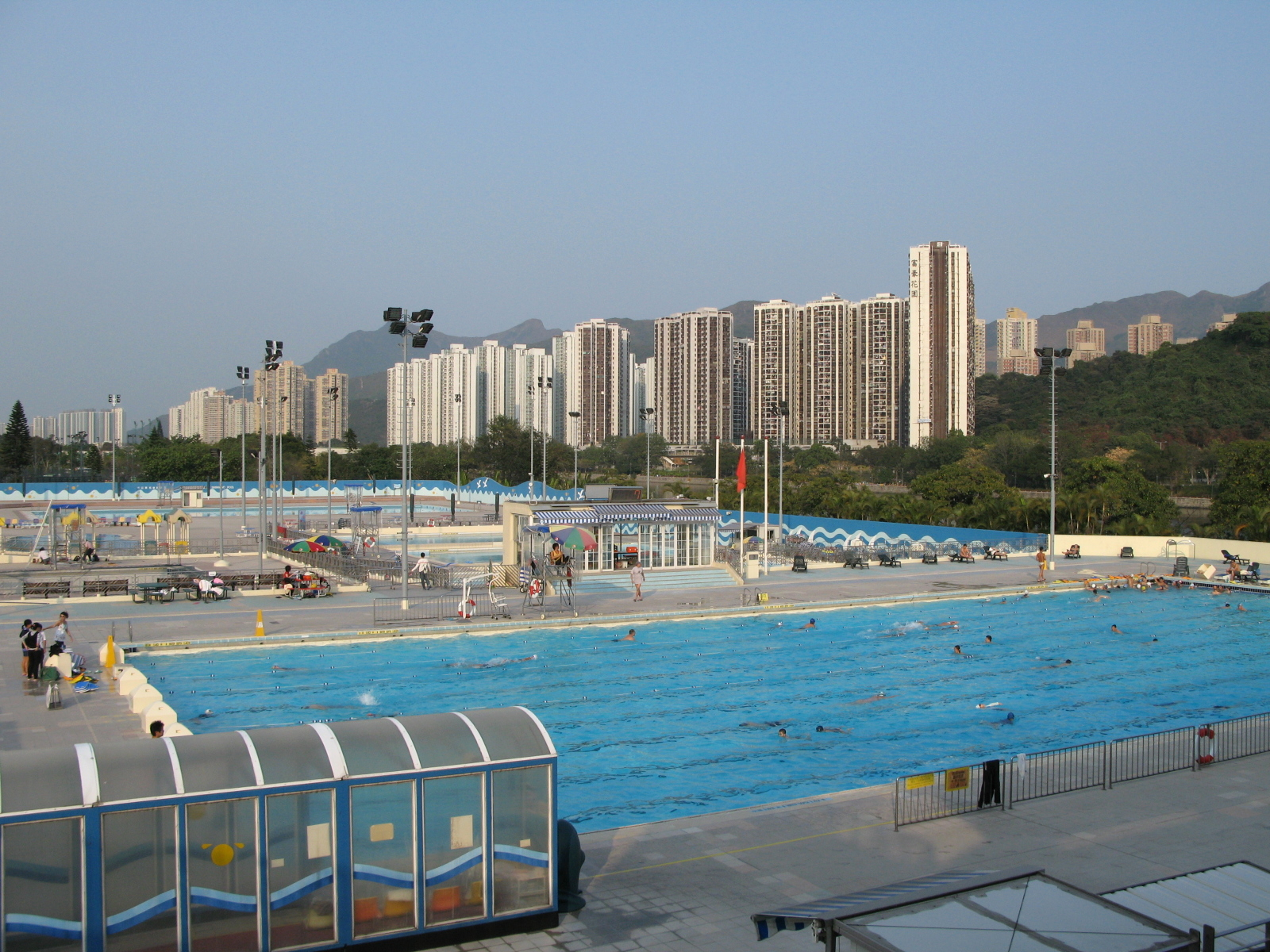
沙田賽馬會游泳池主池
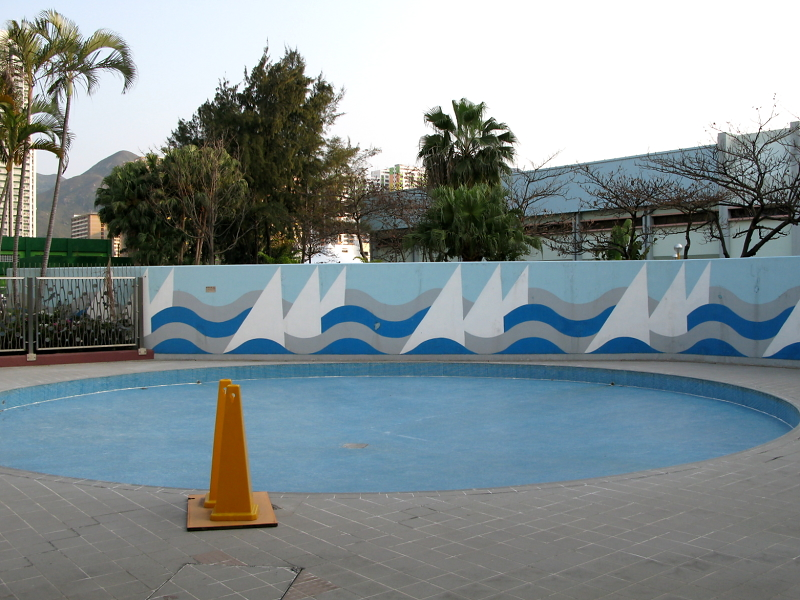
沙田賽馬會游泳池小童嬉水池（場外設施）
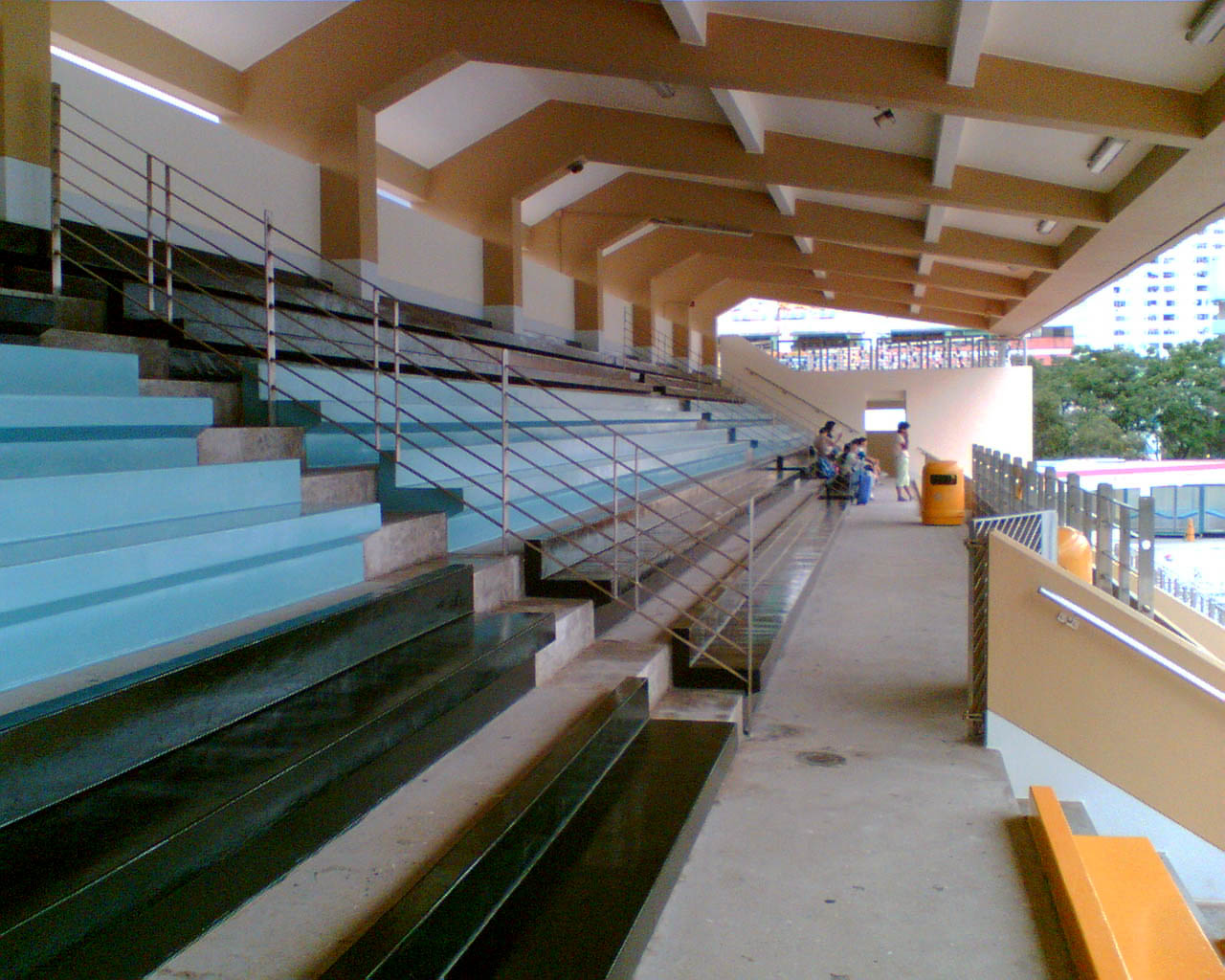
沙田賽馬會游泳池觀眾席

## 擴建工程
該泳池在1981年開放時，只有主池、跳水池、訓練池及2個習泳池。
1994年該泳池進行擴建，加建1個副池、1個兒童池、儲存倉庫、濾水缸房等設施。
池面擴建部份於1996年9月23日開放。

## 開放時間
| 夏季開放時間表（4月至10月）                                                                                | 夏季開放時間表（4月至10月） | 夏季開放時間表（4月至10月） |
| --- | --------------------------- | --------------------------- |
| 第一節：上午6時30分至中午12時                                                                              | 第二節：下午1時至6時30分    | 第三節：晚上7時30分至10時   |
| 暫停開放時間：中午12時至下午1時及下午6時30分至7時30分                                                      |                             |                             |
| 冬季開放時間表（11月至翌年3月，只開放主池）                                                                |                             |                             |
| 第一節：上午6時30分至中午12時                                                                              | 第二節：下午1時至6時        | 第三節：晚上7時至9時30分    |
| 暫停開放時間：中午12時至下午1時及下午6時至7時                                                              |                             |                             |
| 配合每年維修工程的暫停開放時間                                                                             |                             |                             |
| 副池、訓練池、習泳池、兒童池：11月1日至翌年4月15日 跳水池：11月1日至翌年6月5日 主池：4月16日至6月5日       |                             |                             |
| 每周大清潔行動                                                                                             |                             |                             |
| 本公眾游泳池逢星期五進行一次大清潔行動，時間為上午10時至第二節開放時段完結為止，而泳池會於同日第三節重開。 |                             |                             |

## 附近建築物
- 源禾路體育館
- 沙田賽馬會公眾壁球場

## 外部連結
- 康樂及文化事務署－沙田賽馬會游泳池 （页面存档备份，存于）